# Курфирстендам
Курфирстендам (Kurfürstendamm) је једна од најпознатијих берлинских авенија. Улица је добила име по бранденбуршким изборним кнезовима (Kurfürst, множина Kurfürsten) Светог римског царства. Улица је дугачка 3500 м, а широка 53 м.
Берлин је био подељен на источни и западни део, а Курфирстендам је постао најзначајнија комерцијална улица у Берлину. Почетак улице је код железничке станице зоолошког врта (највеће железничке станице) близу рушевина меморијалне цркве Кајзера Вилијама и протеже се кроз Шарлотенбург и Вилмерздорф.
Локални надимак за ову улицу је „Кудам“ (Ku Damm). Ку је реч слична речи „Кух“ (Kuh) (крава), што значи да је буквалан превод надимка „Кравља авенија“ на српском.

## Историја
Име Курфирстен дам се први пут помиње између 1767. и 1787. године.Од 1875. године улица је била улепшана као булевар ширине 53 м на личну иницијативу канцелара Ота фон Бизмарка, који је такође предложио изградњу колоније вила Груневалд на њеном западном крају.
12. септембра 1931. радикални антисемит, нациста Волф-Хајнрих Граф фон Хелдорф организује нереде, када се око хиљаду мушкараца се појављује на улицама и почиње да напада људе за које су мислили да су Јевреји, виче на њих, туче их, уз антијеврејске претње.
Дана 15. јула 1935, око 200 нацистичких јуришних трупа кренуло је у садистички напад, у „најбруталнијој антијеврејској манифестацији од Хитлеровог доласка на власт“ на Хитлеров подстицај, а нацистичка штампа која је окривила жртве. Варијан Фри, амерички новинар и будући Праведник међу народима, био је сведок бруталности и био је инспирисан да постане „ватрени антинациста“. У Другом светском рату булевар је претрпео озбиљна оштећења од ваздушних напада и битке за Берлин.
Ипак, након што је ратна обнова почела брзо, и када је Берлин раздвојен на источни и западни Берлин, Курфирстендам је постала водећа трговачка улица Западног Берлина. И из тог разлога, турнеја Џона Ф. Кенедија по Западном Берлину 26. јуна 1963. укључивала је део улице.
Глобално јединствени међународни уметнички пројекат United Buddy Bears представљен је у Берлину на Курфирстендаму током лета 2011. године.